# Марк Атилий (комедиограф)
Марк Ати́лий (лат. Marcus Atilius; II век до н. э.) — древнеримский поэт и драматург-комедиограф. Известно, что он жил примерно во II веке до н. э. и считается одним из создателей жанра комедии паллиаты и своего рода преемником Теренция.
Из его сочинений до нас дошли лишь небольшие отрывки (между прочим, из комедии «Misogynus» — «Ненавистник женщин»). Известен своей попыткой перевода на латынь «Электры» Софокла. Цицерон называл Атилия «жёстким поэтом» и считал бедным на талант; Варрон причислял его к таким писателям, которые легко возбуждали чувства. Волькаций Седигит, с другой стороны, ставил его на 5-е место среди наиболее знаменитых авторов паллиат. Собрание отрывков Атилия было приведено Риббеком в «Scenicae Romanorum poesis fragmenta» (Лейпциг, 1898).